# Wilhelm Bäumker
Wilhelm Bäumker (* 25. Oktober 1842 in Elberfeld (heute Stadtteil von Wuppertal); † 3. März 1905 in Rurich) war ein römisch-katholischer Theologe und bedeutender deutscher Hymnologe.

## Leben
Wilhelm Bäumker wurde als Sohn eines Anstreichermeisters geboren und studierte nach seinem Abitur am Elberfelder Gymnasium (1863) in Münster und Bonn katholische Theologie und Philologie. Er trat 1866 in Köln in das Priesterseminar ein und empfing dort am 1. September 1867 die Priesterweihe.
Im gleichen Jahr wurde er Schulvikar in Bergerhof bei Waldbröl und 1868 Pfarrvikar in Alfter bei Bonn und 1880 auch Schulinspektor.
Seit 1869 wirkte Bäumker in Niederkrüchten bei Erkelenz und war in seiner Freizeit eifriger Musikforscher.
1881 begann er mit seiner wissenschaftlichen Lebensaufgabe, der Erforschung des katholischen deutschen Kirchenliedes, indem er die bahnbrechenden Arbeiten von Karl Severin Meister, des 1881 verstorbenen Musiklehrers am Lehrerseminar in Montabaur fortsetzte und erweiterte.
Für seine musikhistorischen Arbeiten verlieh ihm die Universität Breslau am 26. November 1889 die theologische Doktorwürde ehrenhalber.
Die Kirchenbehörde gab ihm 1892 die nur 350 Seelen zählende Pfarrei Rurich, damit er Zeit habe, sich noch intensiver seinen Forschungen widmen zu können.

## Schriften
- Palestrina. Ein Beitrag zur Geschichte der kirchenmusikalischen Reform des 16. Jahrhunderts (= Sammlung historischer Bildnisse. Serie 4, Bd. 1, ZDB-ID 1098032-5). Herder, Freiburg (Breisgau) 1877.
- Orlandus de Lassus. Der letzte große Meister der niederländischen Tonschule (= Sammlung historischer Bildnisse. Serie 4, Bd. 4). Herder, Freiburg (Breisgau) 1878.
- Zur Geschichte der Tonkunst in Deutschland von den ersten Anfängen bis zur Reformation. Eine Reihe verschiedener Abhandlungen. Herder, Freiburg (Breisgau) 1881.
- Niederländische geistliche Lieder nebst ihren Singweisen aus Handschriften des XV. Jahrhunderts. In: Vierteljahrsschrift für Musikwissenschaft. Jg. 4, Vierteljahr 2, 1888, S. 153–254, Digitalisat; Jg. 4, Vierteljahr 3, 1888, S. 287–350, Digitalisat, (Auch Sonderabdruck, beide Teile: Breitkopf & Härtel, Leipzig 1888).
- Das katholische deutsche Kirchenlied in seinen Singweisen. Von den frühesten Zeiten bis gegen Ende des siebzehnten Jahrhunderts. Auf Grund handschriftlicher und gedruckter Quellen bearbeitet. 4 Bände (Band 1: 1886; Band 2: 1883 (!); Band 3: Mit Nachtrag zu den 2 ersten Bänden. 1891; Band 4: Mit Nachtrag zu den 2 ersten Bänden. Nach dem Tode des Verfassers herausgegeben von Joseph Gotzen. 1911). Herder, Freiburg (Breisgau) 1883–1911, (Mit zusammen 1664 Melodien ist diese vierbändige Ausgabe ein Standardwerk der deutschen katholischen Hymnologie).